# Yahya Rahim Safavi

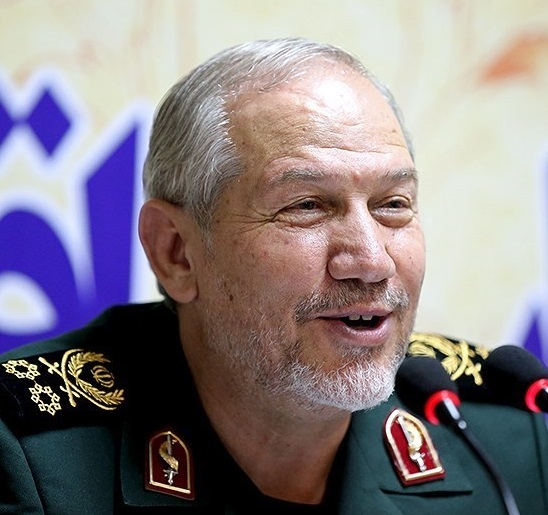
Yahya Rahim Safavi (2013)

Yahya Rahim Safavi (persisch یحیی رحیم صفوی, * 1958) ist ein iranischer Generalleutnant, er war bis zum 1. September 2007 über zehn Jahre Kommandeur der Iranischen Revolutionsgarde.

## Leben
Safavi war ab 1981 Teilnehmer des Ersten Golfkrieges und diente bei den Pasdaran bis zu seinem Aufstieg in die Führungsspitze. Als Nachfolger von Mohsen Rezai wurde er 1997 Kommandeur der Garde. Safavi gilt als Hardliner, selbst in der Revolutionsgarde, der im Laufe seiner Amtszeit durch einige spektakuläre Aussagen Bekanntheit erlangte:
- Die Anschläge vom 11. September 2001 seien von offizieller US-Seite und Israel angeordnet worden.
- Die islamischen Völker werden eines Tages [...] die zionistischen Kriminellen ins Meer treiben.[1]
- Im Konfliktfall sei der Iran fähig innerhalb von 48 Stunden eine Armee von 12 Millionen aufstellen zu können[2]
- Die Ankündigung von Wunderwaffen[3]

Als Person, die in das iranische Nuklearprogramm ebenso wie in das Raketenprogramm involviert ist, unterliegt Safavi einer durch den UN-Sicherheitsrat in der Resolution 1737 des UN-Sicherheitsrates vom 23. Dezember 2006 angeordneten Überwachung.